# Dorfkirche Wolkwitz

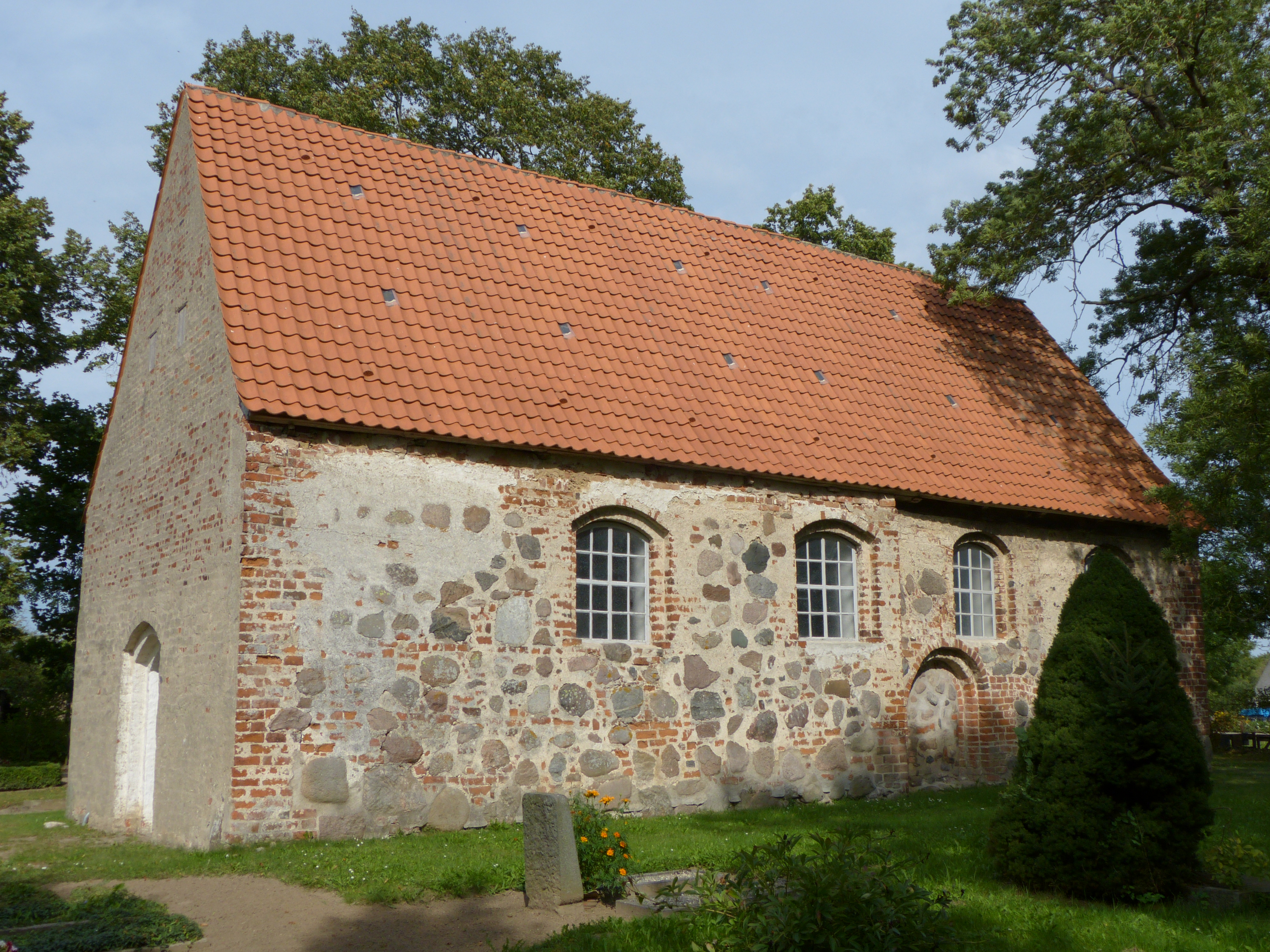
Dorfkirche Wolkwitz

Die Dorfkirche in Wolkwitz, einem Ortsteil der Gemeinde Borrentin im Landkreis Mecklenburgische Seenplatte in Mecklenburg-Vorpommern ist ein historisches Kirchengebäude. Die Kirche zählt zur evangelischen Kirchengemeinde in Kummerow.
Die Kirche ist eine nahezu rechteckige Saalkirche, die aus Feldsteinen und Backsteinen auf einem Feldsteinsockel errichtet wurde. Die Geschichte der Kirche liegt weitgehend im Dunkeln und kann nur anhand baulicher Charakteristika nachvollzogen werden. Die ältesten Teile der Kirche stammen vermutlich aus dem 13. Jahrhundert, worauf unter anderem das mittelalterliche Backsteinformat der verwendeten Ziegel hinweist. Im Inneren wurden alte Farbfassungen aus dem frühen 15. Jahrhundert und aus der Zeit um 1600 gefunden. Die Kirche wurde vermutlich im Dreißigjährigen Krieg beschädigt und anschließend in ihrer heutigen Größe wiederaufgebaut. Die verschobene Achse des Bauwerks wird diesem „Wiederaufbau nach Augenmaß“ zugeschrieben. In den 1980er Jahren musste der Westgiebel des Bauwerks erneuert werden. Der Erneuerung fiel ein historisches Portal sowie die ehemals vorhandene Empore zum Opfer. Eine neuerliche Sanierung fand ab dem Jahr 2000 statt.
Der bedeutendste Kunstschatz der Kirche ist die so genannte Wolkwitzer Madonna, eine hölzerne Darstellung von Maria als gekrönter Himmelskönigin mit Jesuskind auf dem Arm. Die ursprünglich bemalte Figur stammt aus der Zeit um 1250. Ihre Herkunft ist unbekannt, sie wurde erst 1920 in einem Schrein unter dem Altar aufgefunden und kam später nach Restaurierung im Bodemuseum in Berlin in die Dauerausstellung der Greifswalder Marienkirche.
Im Schrein des spätgotischen Schnitzaltars ist eine Kreuzigungsszene dargestellt, die von acht Heiligenfiguren in den Altarflügeln flankiert wird. Der Aufsatz und die Predella des Altars wurden zur Zeit des Barock umgestaltet. Gemeinsam mit der weiteren Ausstattung wurde der Altar außerdem 1850 mit einer Bemalung in Holzoptik überstrichen. Die Rückseiten der Altarflügel tragen noch Reste der Originalbemalung mit Heiligendarstellungen.
Kanzel und Patronatsloge stammen aus der Zeit der späten Renaissance, wurden wohl um 1600 zeitgleich mit der damals erfolgten Ausmalung der Kirche gefertigt und später zur Zeit des Barock überarbeitet. Um 1600 datieren auch die fünf Kalkstein-Grabplatten in der Kirche.
Die in einem freistehenden hölzernen Glockenstuhl bei der Kirche aufgehängte historische Glocke wurde 1670 bei Jakob Schultz gegossen.